# Guardians d'Escòcia
Els Guardians d'Escòcia van ser els caps d'Estat de facto d'Escòcia durant els interregnes de 1290-1292 i 1296-1306.
Als segles XIII i xiv, durant els diversos períodes de buit del tron escocès (per minoria d'edat, presó, manca de descendència directa del monarca, etc), diversos regents, també anomenats Guardians d'Escòcia, bé individualment o bé col·lectivament, van dirigir la política escocesa.

## Guardians d'Escòcia durant el Primer Interregne (1290-1292)

Gran Segell utilitzat pel govern del regne després la mort del rei Alexandre III.

### Al nord delFiord de Forth
- William Fraser, Bisbe de St Andrews

- Alexander Comyn, Comte de Buchan (mort en 1289)
- Donnchadh III, Comte de Fife (mort el 1288 o 1289); Donnchadh IV, Comte de Fife

### Al sud delFiord de Forth
- Robert Wishart, Bisbe de Glasgow
- John II Comyn, Lord Badenoch

- James Stewart, cinquè Alt Administrador d'Escòcia

- John de Warenne, VII Comte de Surrey[2]

### Nomenat perEduard I d'Anglaterra
- Bryan FitzAlan, Lord FitzAlanBryan FitzAlan, Lord Bedale (1291-1292)

## Guardians d'Escòcia durant el Segon Interregne (1296-1306)
- Sir William Wallace (1297-1298)

- Robert Bruce, Comte de Carrick (1298-1300), futur Robert I

- John III Comyn, Senyor de Badenoch (1298-1300, 1302-1304)[3]

- William Lamberton, Bisbe de St Andrews (1299-1301)

- Sir Ingram d'Umfraville (1300-1301)

- John de Soules (1301-1304)